# Долња Тежка Вода
Долња Тежка Вода (словен. Dolnja Težka Voda) је насељено место у општини Ново Место, регија Југоисточна Словенија, Словенија.

## Историја
До територијалне реорганизације у Словенији била је у саставу старе општине Ново Место.

## Становништво
Према попису становништва из 2011. године, Долња Тежка Вода је имала 212 становника.
| Број становника према пописима | Број становника према пописима | Број становника према пописима |
| ------------------------------ | ------------------------------ | ------------------------------ |
| 1991                           | 2002                           | 2011                           |
| 209                            | 214                            | 212                            |

Напомена: Године 2014. извршена је мања размена територије између насеља Горња Тежка Вода, Долња Тежка Вода и Корошка вас.